# Medal Honorowy Miasta Torunia
Medal Honorowy Miasta Torunia – odznaczenie za wkład w rozwój miasta, przyznawane przez Radę Miasta Torunia. Medal przyznaje Rada Miasta Torunia osobom prawnym i fizycznym, instytucjom i organizacjom. Medal jest wręczany za osiągnięcia na rzecz miasta lub torunian.

## Wyróżnieni
Opracowano na podstawie: 
1998
- Lejda

1999
- Miejski Zakład Komunikacji w Toruniu
- Rejon Gazowniczy w Toruniu
- Cereal Partners Poland Toruń Pacific

2000
- Zofia Melechówna

2001
- Miejskie Przedsiębiorstwo Oczyszczania w Toruniu
- Zakład Gospodarki Mieszkaniowej

2002
- Oddział Pomorski Polskiego Związku Chórów i Orkiestr w Toruniu

2006
- Zakład Doskonalenia Zawodowego

2007
- Vladimir Kral

2011
- Towarzystwo Bibliofilów im. Joachima Lelewela w Toruniu

2013
- Bernard Kwiatkowski

2014
- Wiesław Geras

2015
- Wiesław Kania
- Krzysztof Kołowski
- Paweł Liberadzki